# 阿卡人
阿卡人（Yani）是泰國、緬甸、寮國、印度東北部以及中國雲南高海拔山區小村莊中居住的民族，他們於20世紀初期自中國來到東南亞。緬甸和寮國的內戰導致阿卡人移民的增加，現今共有80,000人居住在泰國北部清萊府和清邁府。
阿卡人說阿卡語，該語言是藏緬語族彝語支下的一種語言。阿卡語與傈僳語密切相關。1644年明朝入侵之前，阿卡人曾經統治著雲南的保山和騰衝平原一帶。
部分阿卡人自稱雅尼人，缅甸、泰国、老挝称其为高族，但該種稱呼被阿卡人認為含有貶義(即是奴隸)。在中國是一個未識別民族，官方將其認定為哈尼族的一支。

## 起源

泰國阿卡族旗幟

學者們與阿卡族一致認為他們起源於中國；然而，他們對原始家園是否為阿卡所聲稱的西藏邊境存在爭議，或者更南和更東的雲南省，即現今阿卡族的最北居住地。歷史記錄顯示，與掸族王子康棟（Kengtung）的關係存在於19世紀60年代的緬甸東部，這表明阿卡族早在那時已經存在。他們於20世紀初從緬甸進入泰國，許多人是逃避持續數十年的緬甸內戰。

## 人口分佈與土著地位

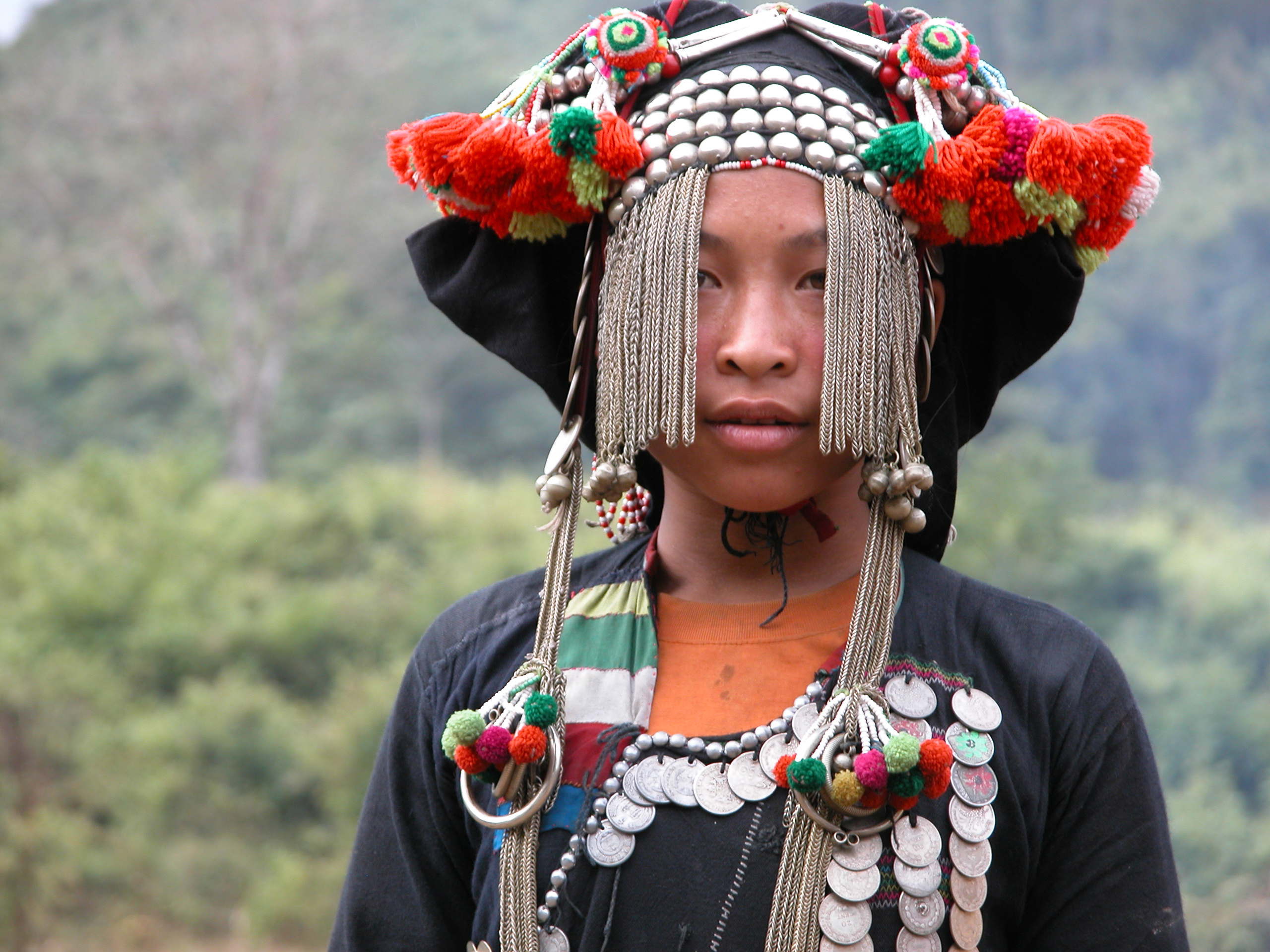
老撾的一名阿卡族女孩

阿卡族居住在中國西南部的山區村莊、緬甸東部、老撾西部、越南西北部和泰國北部。在這些國家中，他們都是少數民族。如今，阿卡族的人口大約有40萬人。自從1930年代以來，泰國村莊規模的下降已經被注意到，並被歸因於山區生態和經濟情況的惡化。
中國政府通常將阿卡族歸為哈尼族，作為官方的少數民族。阿卡族與哈尼族有密切關係，但他們認為自己是一個獨特的群體，並且經常抵制被納入該身份之下。 在泰國，他們被歸類為六個山地部落之一，這個術語用於描述過去幾個世紀從中國移民，現居住在泰國、老撾和緬甸邊境密林中的各種部落。在泰國，很少有阿卡族得到公民身分，大多數被登記為外國人。泰國缺乏政治或國家基礎設施來解決阿卡族或其他少數民族問題，也時常成為國際關注的問題。
阿卡族並不總是被他們現居住的國家的人民平等對待或對待。在緬甸和泰國，傣族稱他們為"gaw"或"ekaw"（ikaw/ikho），這些詞被阿卡族視為蔑稱。在老撾，傣語使用者用"kho"（ko）這個口語詞來指稱阿卡族，這個詞通常前面加上"kha"一詞，過去曾用於指稱所有山地（通常是孟-高棉語族）群體。

## 語言

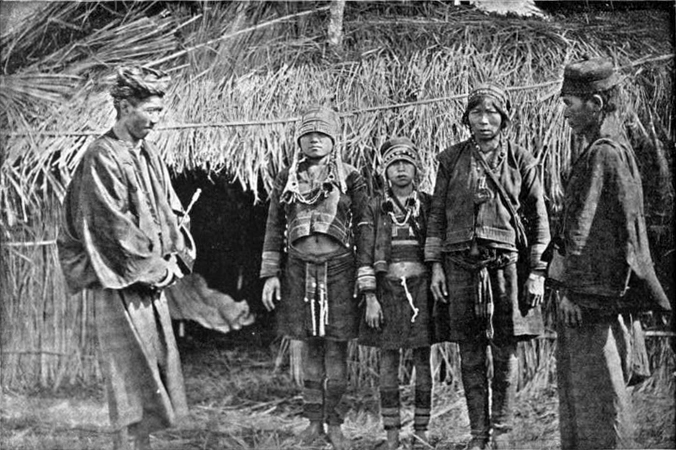
阿卡婦女，約1900年

阿卡族的母語稱為「Avkavdawv」，意思是阿卡語，屬於中國藏緬語族的彝語支。絕大多數阿卡語使用者都能理解在中國南部、泰國和緬甸使用的jeu g’oe ("jer way")方言。 保羅·劉易斯在他的《阿卡-英-泰詞典》中討論了阿卡方言在不同地區的基本和系統性變化。很少有阿卡方言不具有互相理解的特性。阿卡族沒有書面語言，但有幾種競爭性的文字曾被傳教士和其他外國人書寫。

## 阿卡村落與文化

泰國清萊省美賽盤禧村的現代化和以旅遊為基礎的阿卡村落：在這個阿卡村落，可以看到許多咖啡館、餐廳、咖啡豆工廠和民宿。

由於阿卡族所在地區的社會和經濟變化迅速，尤其是西方資本主義模式的引入，試圖繼續保留阿卡生活的許多傳統方面變得越來越困難。儘管面臨諸多挑戰，阿卡族仍然成功地保留了許多傳統文化元素。
阿卡社會沒有嚴格的社會階級制度，被認為是平等主義的。尊重通常與年齡和經驗相關。由於族內和村落間的父系親屬關係和婚姻聯盟，阿卡族之間彼此緊密聯繫。 村莊結構可能從嚴格的傳統到西方化的不同，這取決於它們與現代城鎮的距離。像許多山地部落一樣，阿卡族將村落建在山區較高的地方。
阿卡的住所傳統上由原木、竹子和茅草建成，有兩種類型：「低房」，建在地面上，和「高房」，建在高腳架上。半游牧的阿卡族，通常不會將他們的房子建成永久住所，而且經常會移動他們的村莊。有人說，這使得住所看起來脆弱且不堅固，儘管經過幾代人證明是相當堅固的。
每個阿卡村莊的入口都裝有一個木製閘門，兩側飾有精美的雕刻圖案，描繪著男性和女性的形象。這被稱為[[[「靈魂之門」]]]。它標誌著村莊內部，人和馴養動物的領域，以及外部，精靈和野生動物的領域之間的分界線。門的功能是驅趕邪惡精靈，吸引有利的精靈。村民房屋的屋頂上也可以看到雕刻，作為控制精靈流動的第二手措施。
房屋按性別分開，男性和共同空間都有特定區域。這種分隔據說是模仿門的功能。 在大多數阿卡村落中還有一個重要的特色，即一個高大的四柱村莊秋千，用於與水稻的生育有關的年度祭祀。這個秋千每年由一位被稱為「約烏馬」的老者建造。

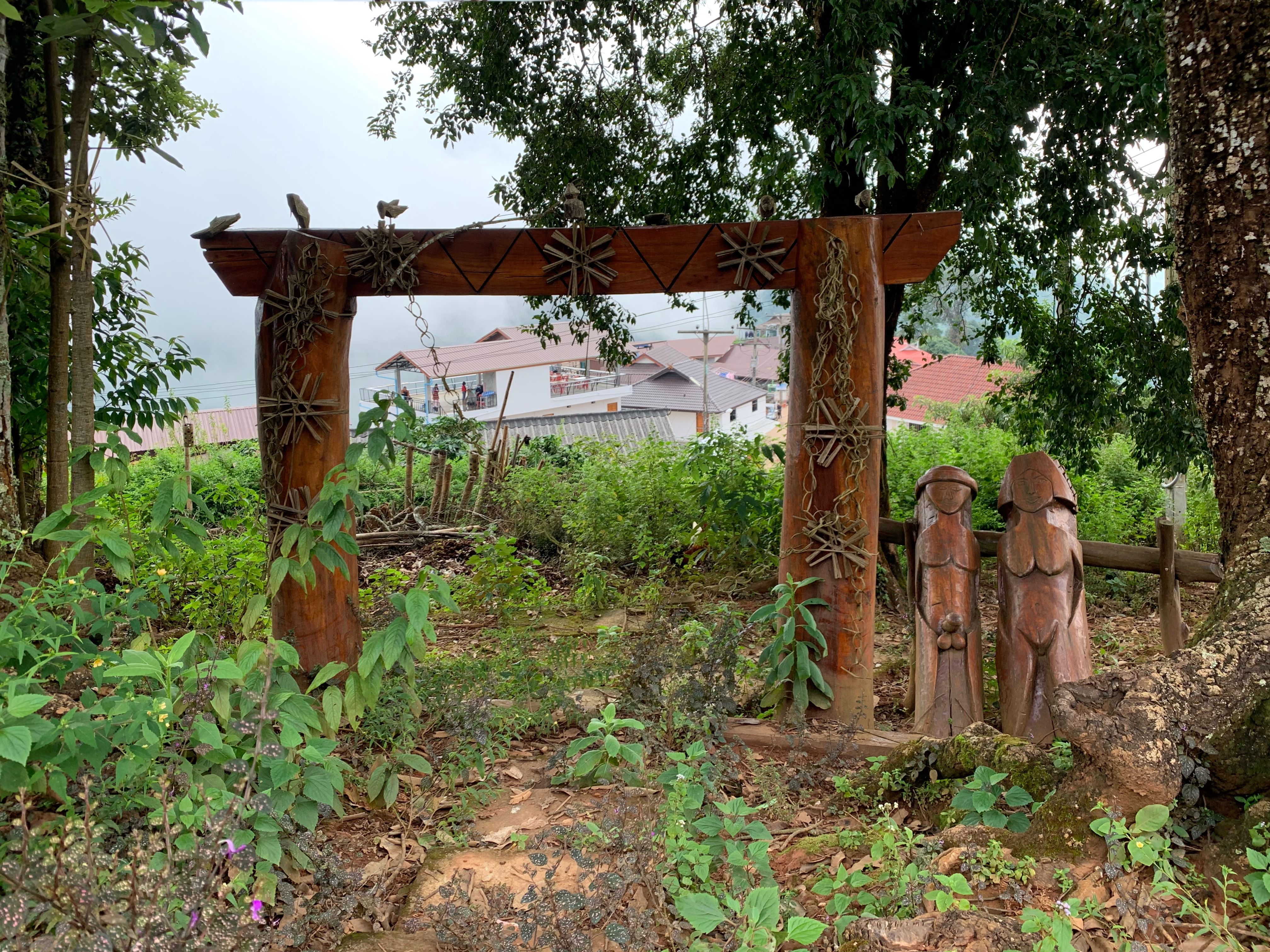
泰國清萊府美賽盤禧村的阿卡「靈魂之門」（鬼門）
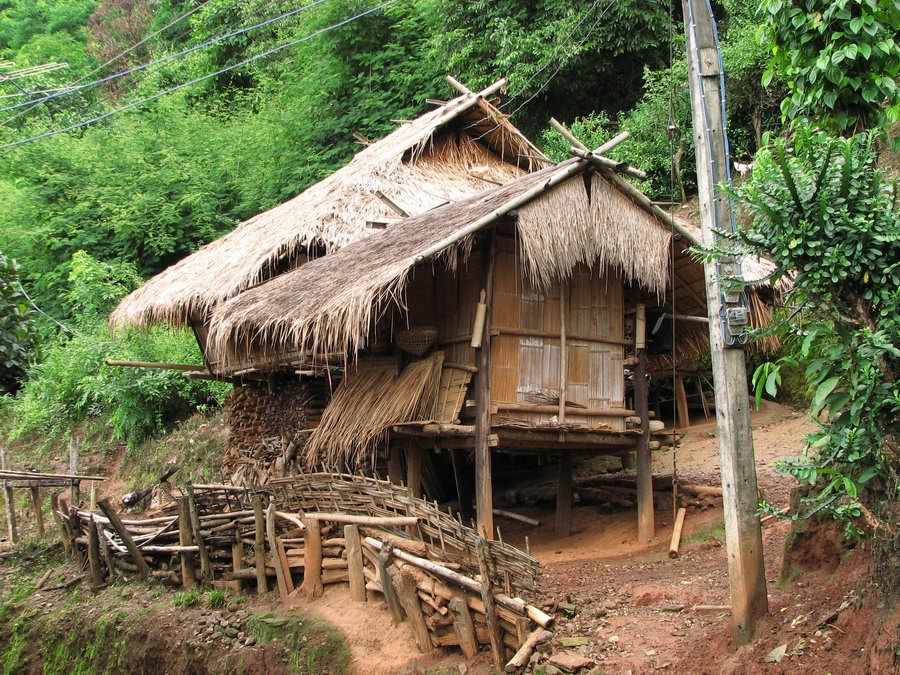
阿卡的房屋
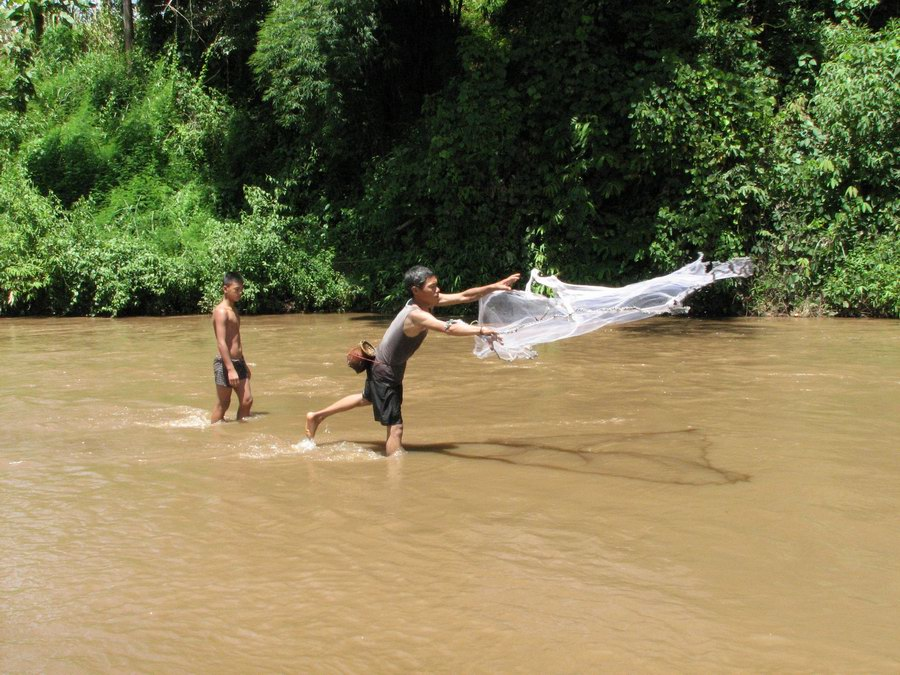
阿卡垂釣
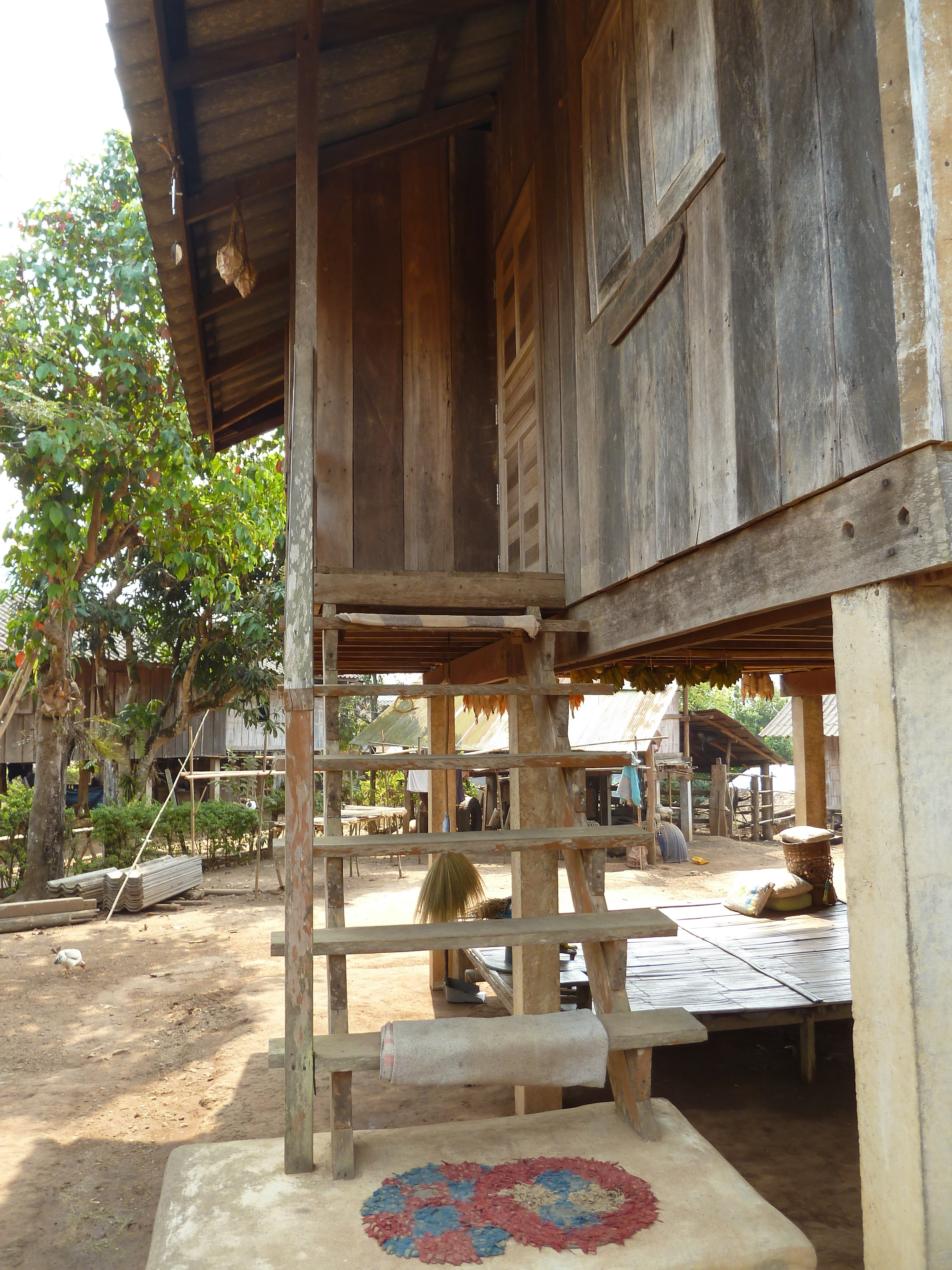
泰國清萊府的阿卡
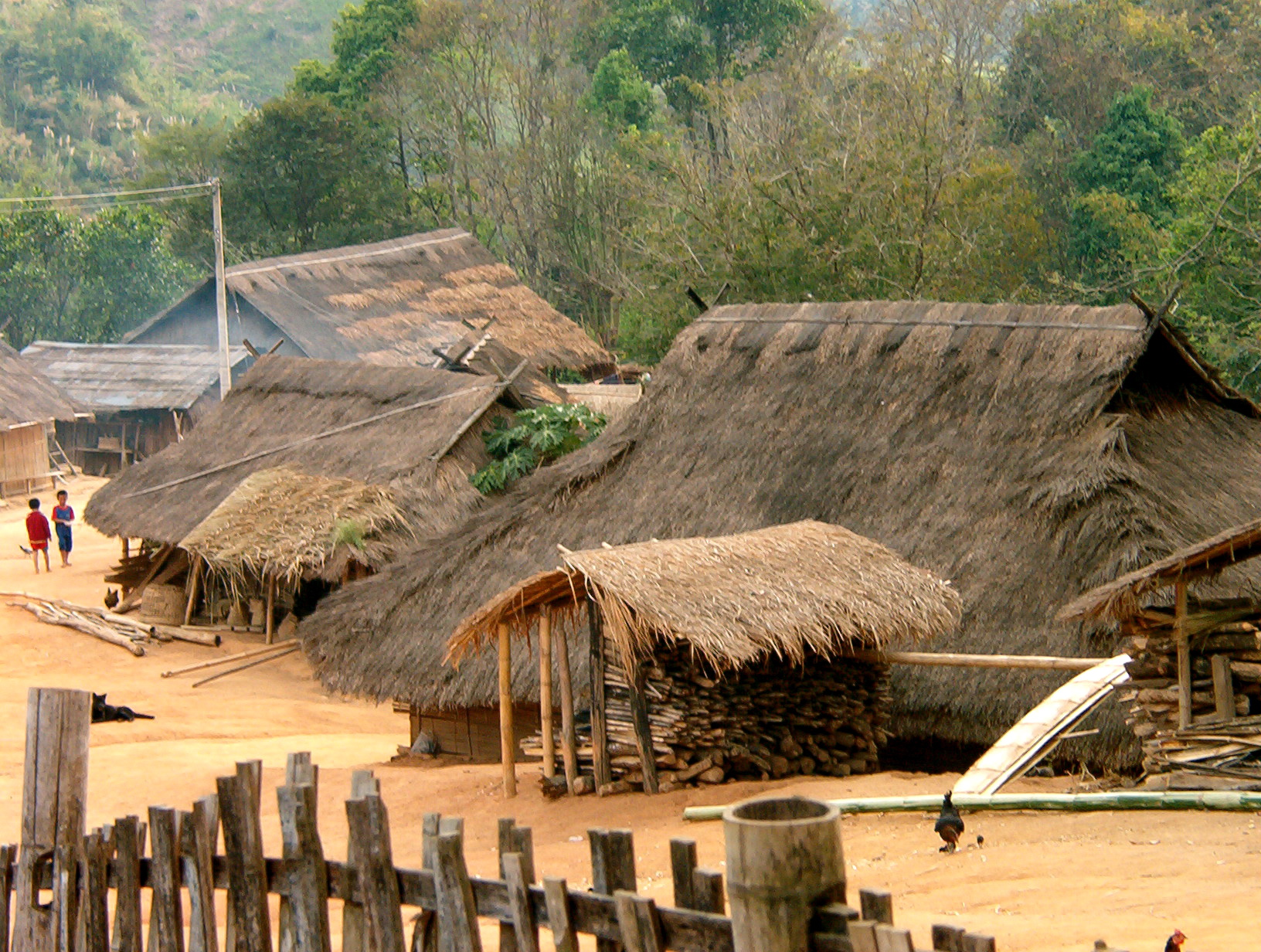
泰國北部一個阿卡村莊，傳統的茅草屋頂
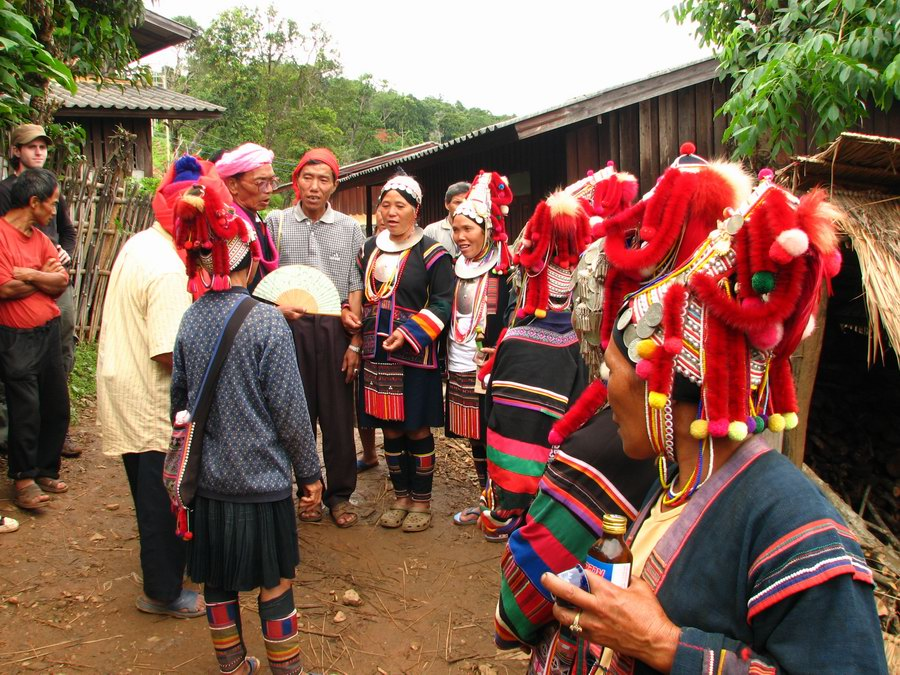
阿卡的葬禮儀式

### 傳統經濟

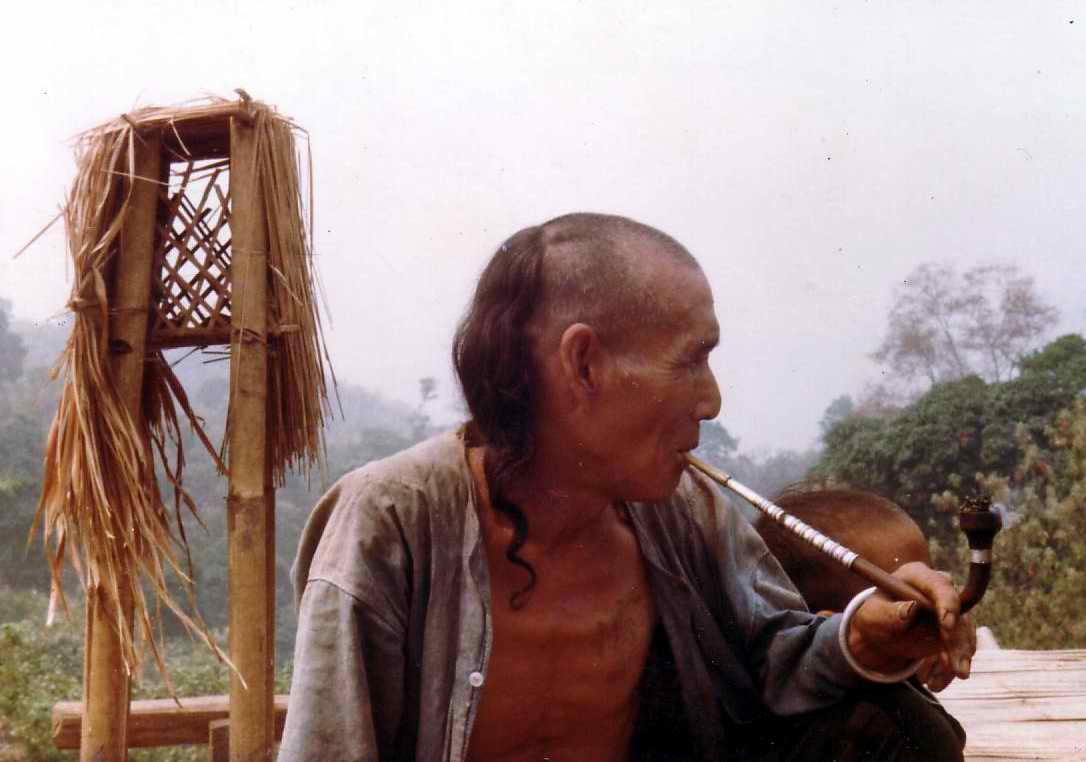
持鴉片煙斗的阿卡男子（1979年）

阿卡族的傳統生計方式一直是農業。阿卡族種植各種作物，包括大豆和蔬菜。水稻是最重要的作物，在阿卡文化和儀式中占有重要地位。大多數阿卡種植旱地稻，完全依靠降雨潤濕，但在一些村莊，已經建造了灌溉系統來灌溉稻田。歷史上，一些阿卡村莊種植鴉片，但在泰國政府禁止種植後，產量減少。:113
阿卡族傳統上採用刀耕火種的農業方式，通過燒毀或砍伐森林和林地來開墾新的田地。在這種制度中，土地通常不具有市場價值。土地權被認為是傳統的，已經建立了許多代。這種農業方式促使阿卡族保持半游牧的地位，因為村莊需要每個連續燒毀週期開闢新的耕地。泰國政府已禁止這種做法，理由是它對環境造成了不良影響。阿卡族已經適應了新型的自給農業，但是由於不允許他們擴張到新的土地上，他們的土地品質受到了損害。在許多情況下，化肥是重新施肥的唯一選擇。
除了農業工作外，阿卡族還飼養豬、雞、鴨、山羊、牛和水牛，以補充他們的飲食並利用其副產品。孩子通常放牧。阿卡族婦女收集周圍森林的植物以及雞蛋和昆蟲，這些阿卡族偶爾會食用或用於醫療目的。婦女和男子通常會在當地湖泊和溪流中捕魚。一些村莊建造蜂箱，希望蜂群會在那裡築巢，然後收穫蜜。:113–115
阿卡族是熟練的獵人。狩獵是男性的活動，也是一個非常受歡迎的活動。這是一種喜愛的消遣，也是獲取食物的手段。對他們來說，嗥叫鹿可能是他們最喜歡的獵物。從大城鎮的貿易中獲得的槍支已經開始取代狩獵中使用的弩。

### 信仰体系

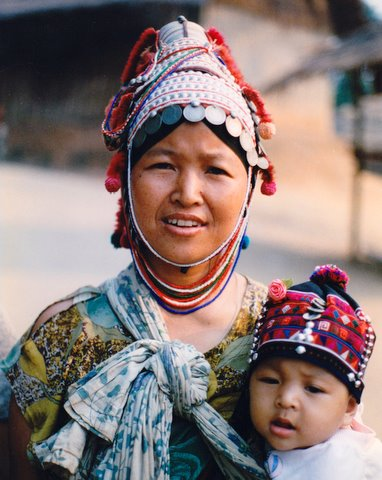
泰國的阿卡婦女與孩子

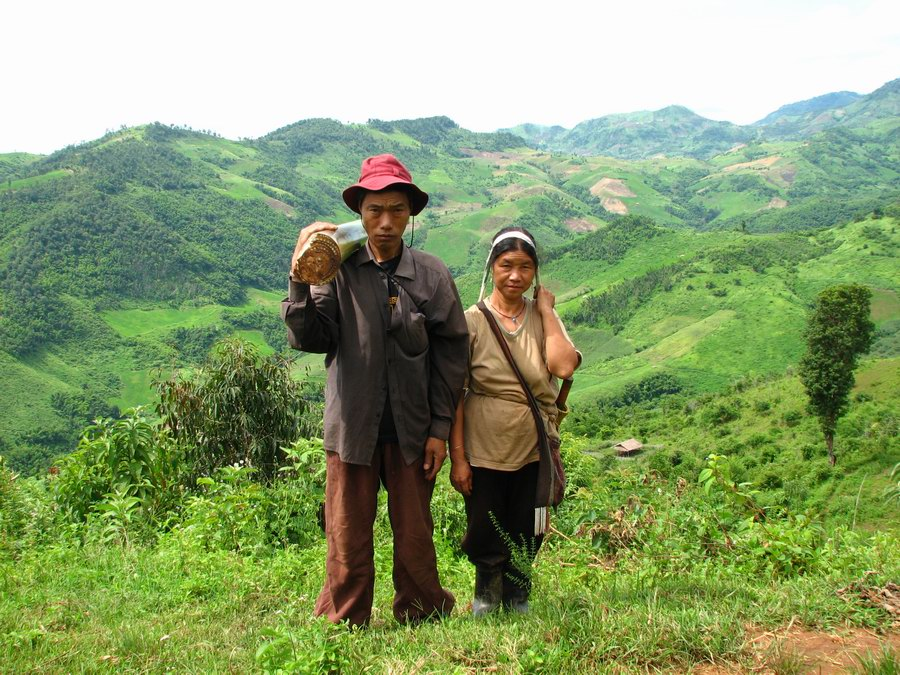
丈夫提着香蕉植株喂豬

阿卡族的宗教──zahv──通常被描述為一種萬物靈論和祖先崇拜的混合體，強調阿卡族與土地的聯繫以及他們在自然界和循環中的位置。儘管阿卡族的信仰和儀式涉及所有這些元素，但阿卡族常常拒絕將其實踐簡化為這種方式，他們認為這樣會使其意義簡化和降低。阿卡族的方式強調了日常生活中的儀式，並強調了牢固的家庭關係。阿卡族的族裔與阿卡族的宗教密切相關。可以說，要被其他阿卡族民族認為是阿卡族，就必須實踐阿卡族的宗教。
年度儀式循環包括九或十二個祖先祭祀、稻米儀式和其他儀式，如建造村莊大門。許多阿卡族的儀式和節日都是為了尋求祖先的「祝福」（guivlahav），根據《世界文化百科全書》的說法，這些祝福是「人類、稻米和家畜的生育和健康」。 阿卡族的信仰是通過口頭傳承代代相傳的。阿卡族相信，創造地球和生命的存在給予了阿卡族「阿卡贊」（阿卡之道），他們的生活指南。阿卡族相信，精靈和人類是同一個母親所生，一起生活，直到一場爭吵導致了他們的分離，精靈進入了森林，人類留在了村莊。從那時起，阿卡族相信，精靈造成了疾病和其他對人類生活不受歡迎的干擾。阿卡族的一年被劃分為人類季節（乾季）和精靈季節（雨季）。在後者期間，精靈會進入村莊，因此必須在年度祖先祭祀中驅趕他們。人和稻米都被認為有靈魂，它們的飛逝導致疾病。
阿卡族精神事務中最重要和受尊敬的職位被賦予了村莊領袖，他的儀式責任包括啟動每年重建村莊大門和秋千，以及就重要事項向村民提供建議和指導，解決爭端。阿卡村落有一位鐵器專家，被稱為pa jee，在村落中被認為是極其重要的人物，擁有社會中第二重要的職位。

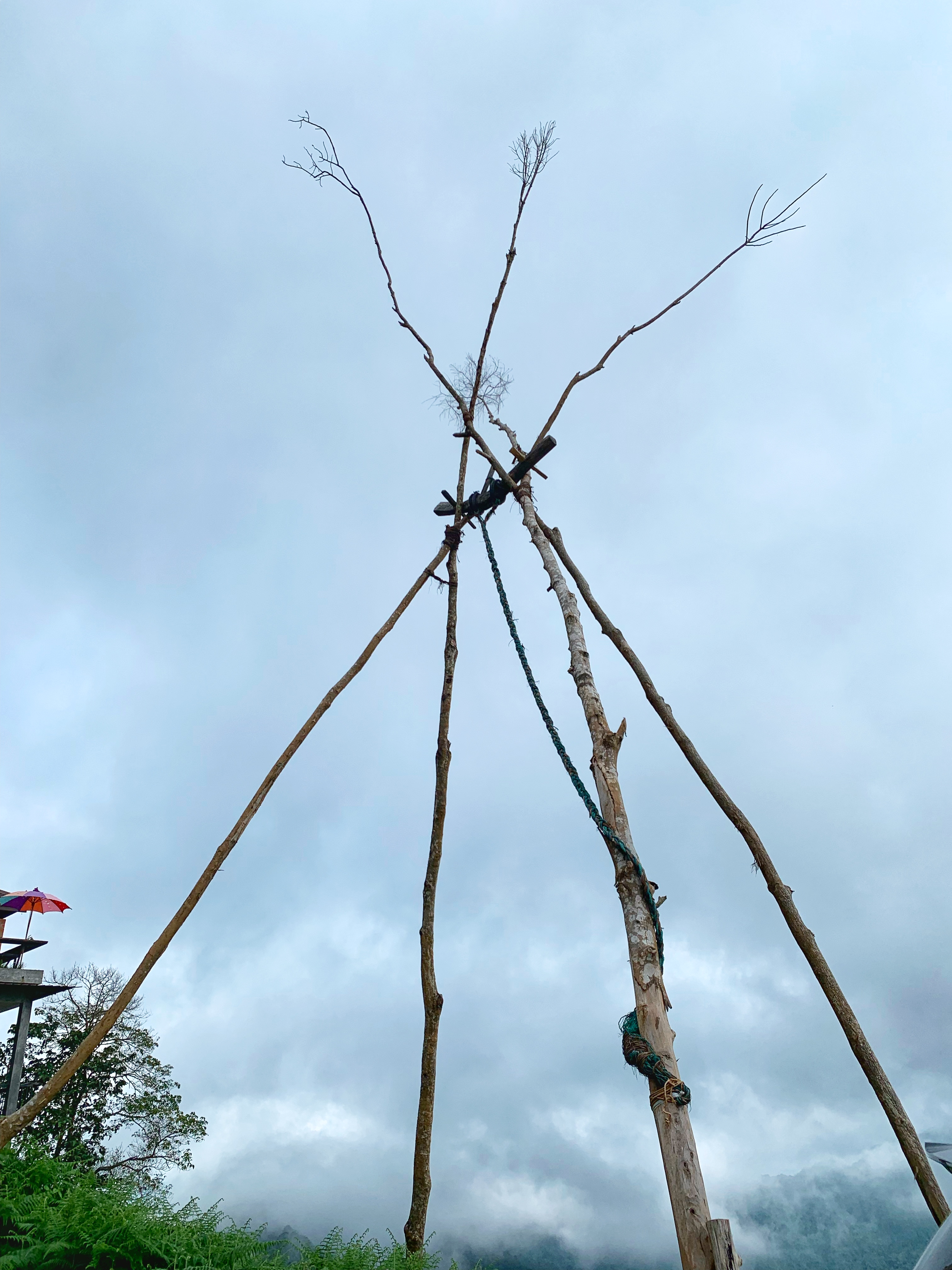
泰國美賽盤禧村的阿卡秋千

也許一年中最重要且受尊敬的節日通常被稱為秋千節。每年八月下旬舉行為期四天的阿卡秋千節，在村民種植水稻後的第120天舉行。阿卡人稱這個秋千節為Yehkuja，意為「吃苦米」
，這個詞指的是前一年的稻米供應減少，並包含了希望季風能夠很快滋潤新作物的希望。節日活動包括在房屋婦女區的一角的祖先祭壇上向家庭祖先精神獻祭。祭品包括少量熟食、水和米酒。秋千節對於阿卡族婦女尤為重要，她們將展示她們一整年製作的服裝，並通過裝飾表明她們正在變老並達到適婚年齡。由於婦女穿著她們最好的傳統服裝和飾品，並為村民表演傳統舞蹈和歌曲，所以秋千節也被稱為婦女新年。傳統的新年在十二月下旬舉行，被稱為男人新年。
阿卡族非常重視家譜。一個重要的傳統涉及阿卡男子重述他們的父系家譜。在最重要的儀式期間，這份清單會完整地回溯到50多個世代前的第一個阿卡人，Sm Mi O。據說所有阿卡男性都應該能夠這樣做。這個家譜的重述在近親婚姻禁忌中起著一定作用：如果男性和女性阿卡族在最近的六代中有共同的男性祖先，他們不允許結婚。
阿卡族有幾套規定生、死、婚姻和出生事項的規則。阿卡族傳統上在十幾歲或二十幾歲時結婚。允許一夫多妻制。婚姻可以是村莊內部或外部的。給妻子和接受妻子的關係是阿卡族社會的核心，給妻子的人優於接受妻子的人。
雙胞胎被認為是一種極其不祥的事件，一種被認為是精靈干涉人類事務的事件。阿卡族認為只有動物才能生下超過一個後代，因此將雙胞胎視為野獸。直到大約20年前，他們會立即將其殺死。據老撾當地人說，這種做法仍然很常見，儘管政府正在試圖阻止它。阿卡族男性的妻子生下雙胞胎後，在一段時間內不允許他參加狩獵。
某些類型的死亡，例如由老虎引起的死亡，被認為尤其糟糕；屍體必須以特定的方式處理和埋葬。
自20世紀中葉以來，傳教士一直在阿卡族中活躍。一些阿卡基督徒住在由傳教士基金支持的獨立基督教村落中。雖然許多阿卡人可能被傳教士認為是皈依者，但幾乎所有人都在實踐基督教和傳統阿卡族信仰的某種混合形式。

### 服飾

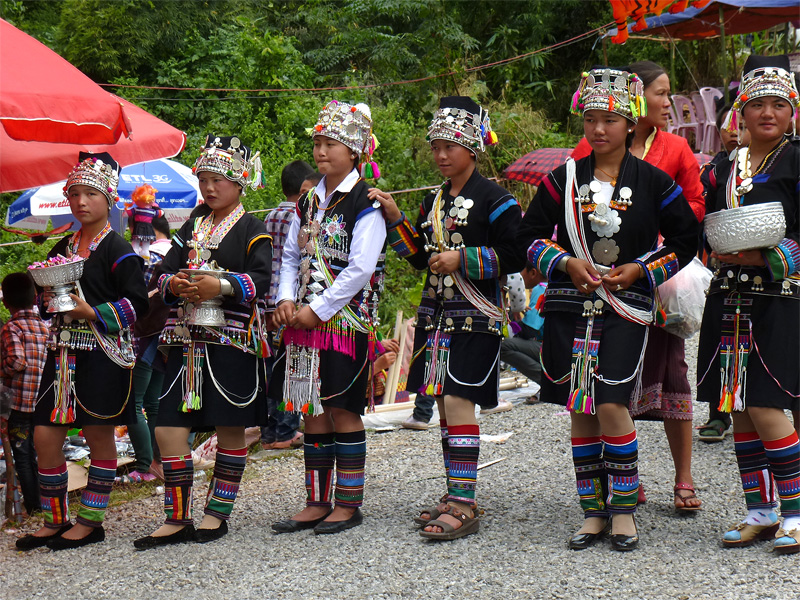
在老撾的邁泰斯節，位於世界文化遺產的邁泰斯，阿卡族年輕女孩參加迎賓活動。來訪者到達時，將會在他們的上衣上別上一根彩帶，以作為捐款的回報。

阿卡族因其非常具有辨識度的服裝而聞名。阿卡婦女用手紡棉花紗線，並在腳踏機上編織布料。布料使用靛藍染色。女性穿寬大的褲襪、短黑色裙子，上面有一個白色珠飾的小袋子，寬鬆的黑色外套，袖口和翻領上有精美的刺繡。阿卡族婦女以其刺繡技巧而聞名。儘管傳統服裝通常用於特殊儀式，但在遊客密集的地區，尤其是在泰國，人們更有可能看到阿卡族村民穿著完整的傳統服裝。

婦女戴的頭飾也許是阿卡族服裝中最壯觀和複雜的物品。阿卡族婦女通過戴的頭飾風格來定義自己的年齡或婚姻狀況。大約在12歲左右，阿卡族女性會將她的兒童帽子換成女孩帽子。幾年後，她將開始戴上jejaw，這是一條珠飾腰帶，掛在她裙子的前面，防止風吹時裙子飛起。青春期中期，她將開始戴上成年婦女的頭飾。頭飾是由其所有者裝飾的，每個都是獨一無二的。銀幣、猴毛和染色雞毛只是可能裝飾頭飾的一部分。頭飾因子群而異。根據一篇關於阿卡族頭飾變化的文章《高時尚，山地風格》，
"烏羅阿卡族的頭飾由一個用珠子、銀釘和種子覆蓋的竹錐組成，邊緣是硬幣（對富人來說是銀卢比，對窮人來說是泰銖），頂部懸掛著幾根搖擺的雞毛流蘇，也許還有一個羊毛球。帕米阿卡族戴著一個梯形的小馬帽子，上面覆蓋著銀釘，側面是硬幣，並掛著一條條長銀環的鏈子。洛米阿卡族戴著一頂圓形帽子，上面覆蓋著銀釘，由銀球、硬幣和吊墜構成，已婚婦女在後面還會加上一塊梯形的銘板。"

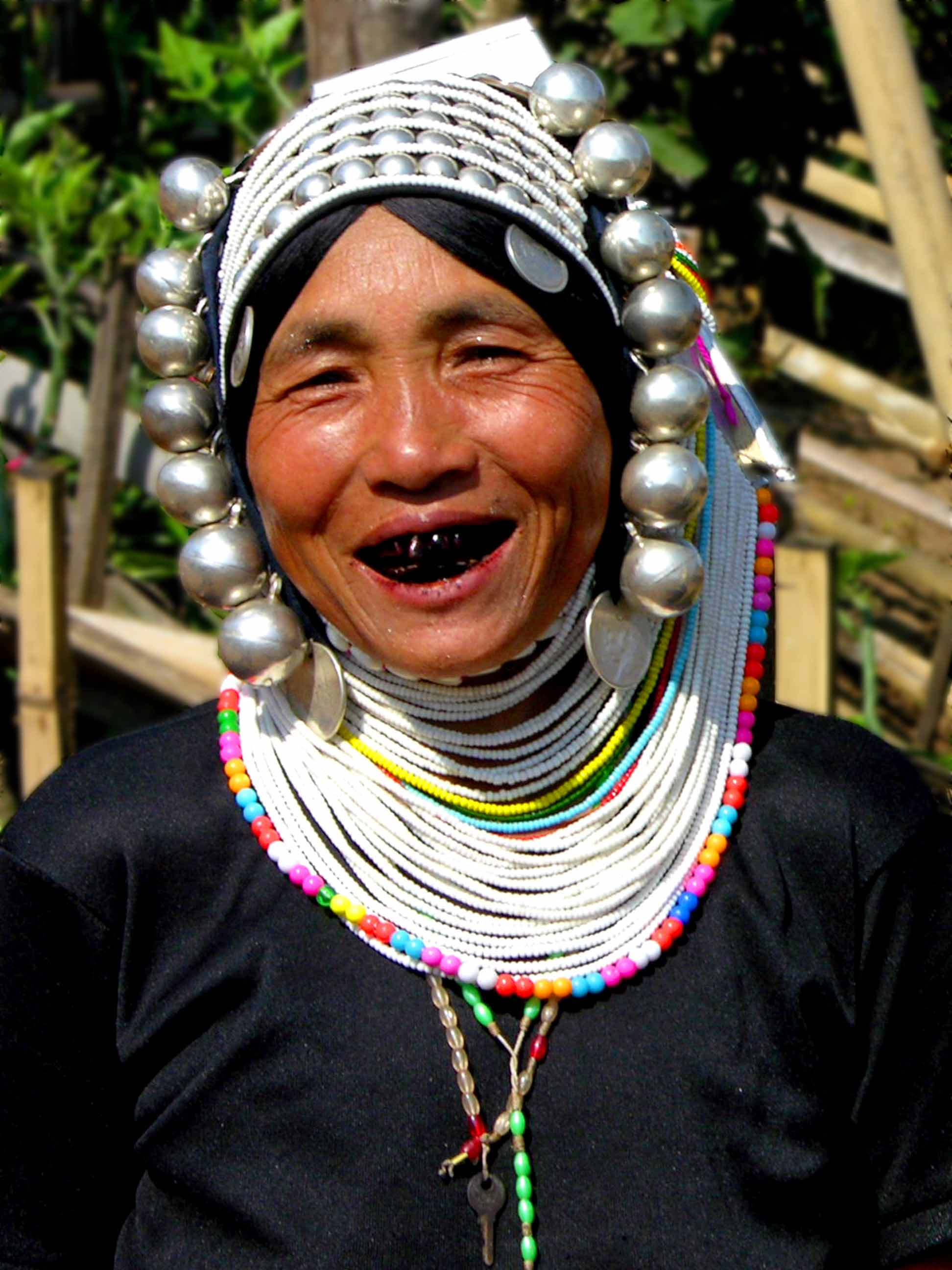
緬甸阿卡
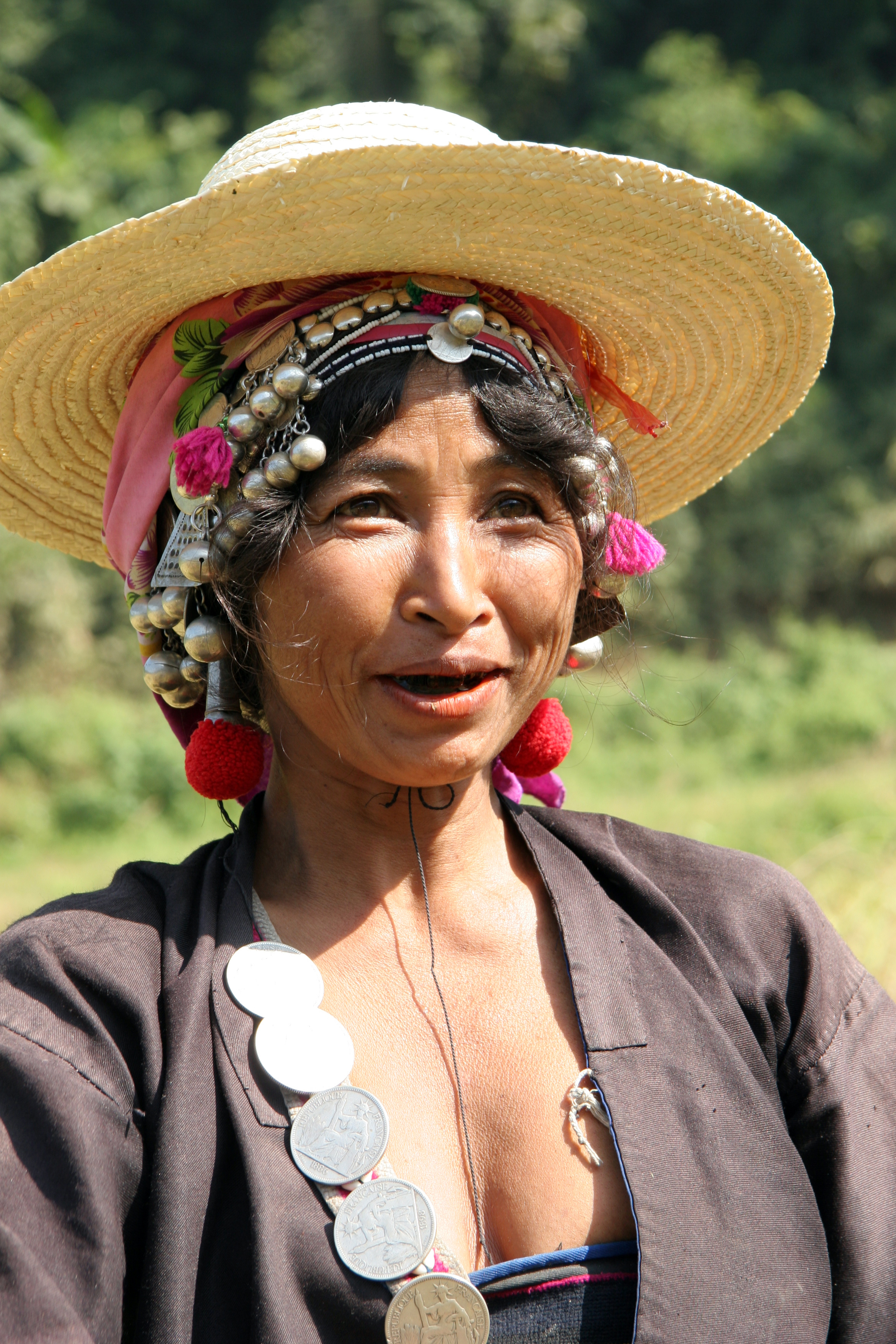
寮國阿卡
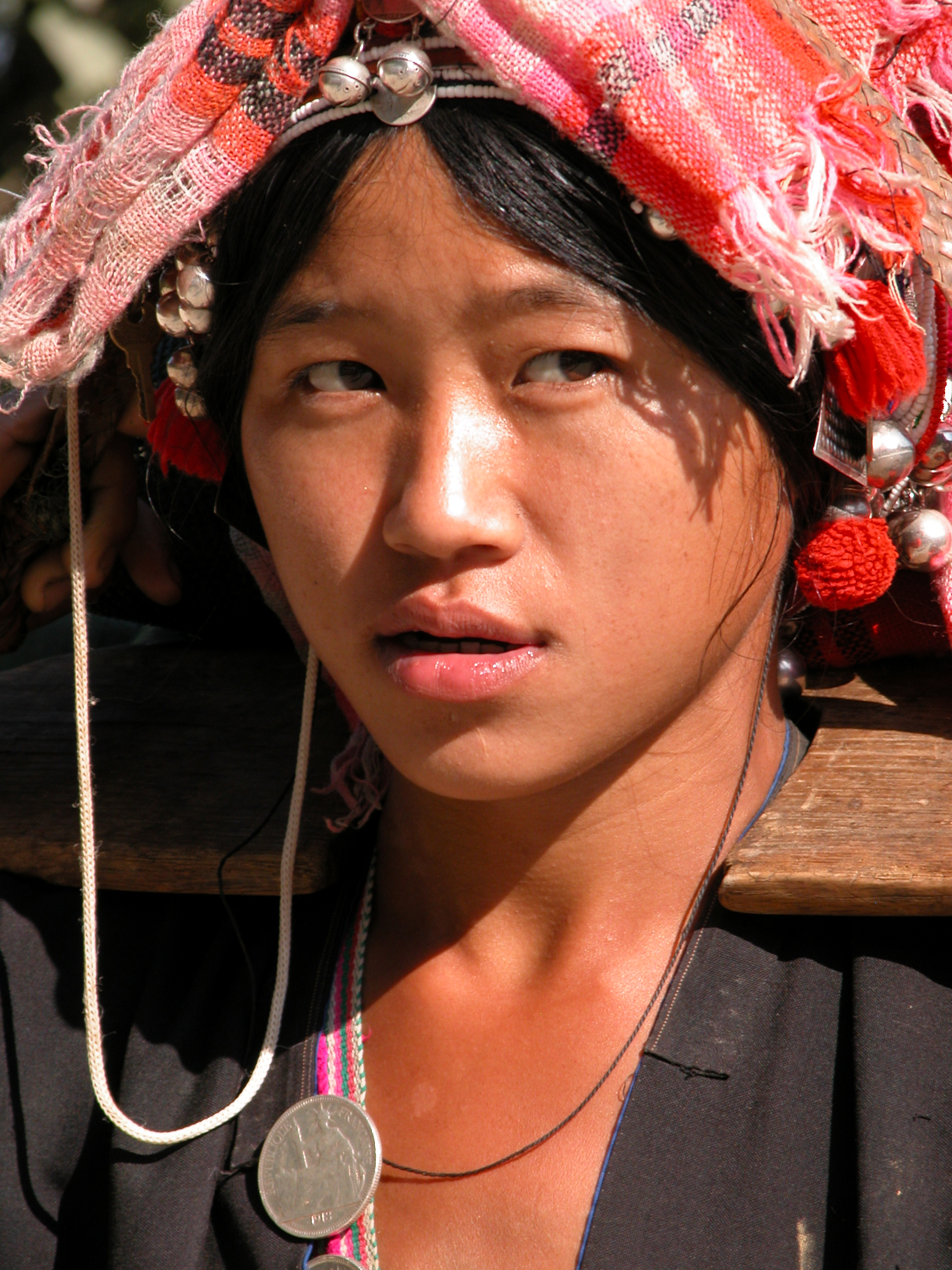
寮國阿卡
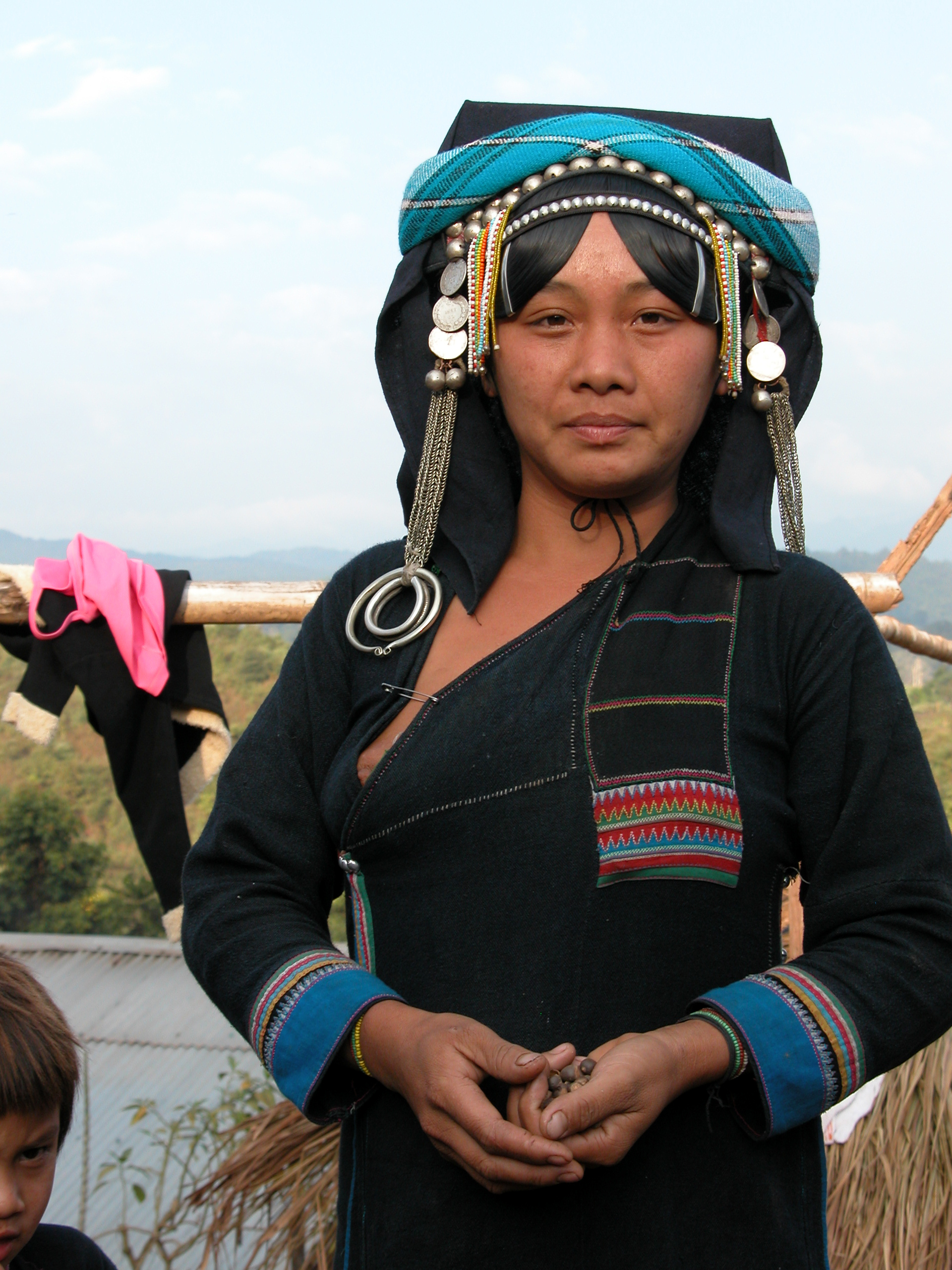
寮國阿卡
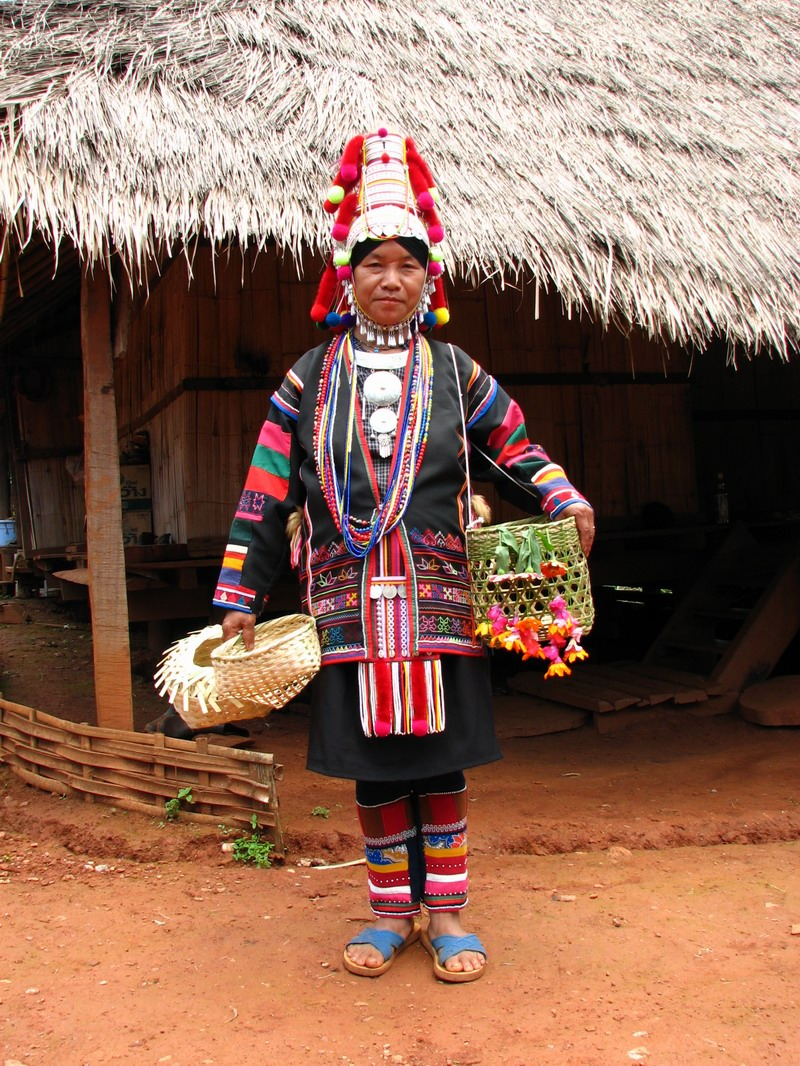
泰國烏羅阿卡
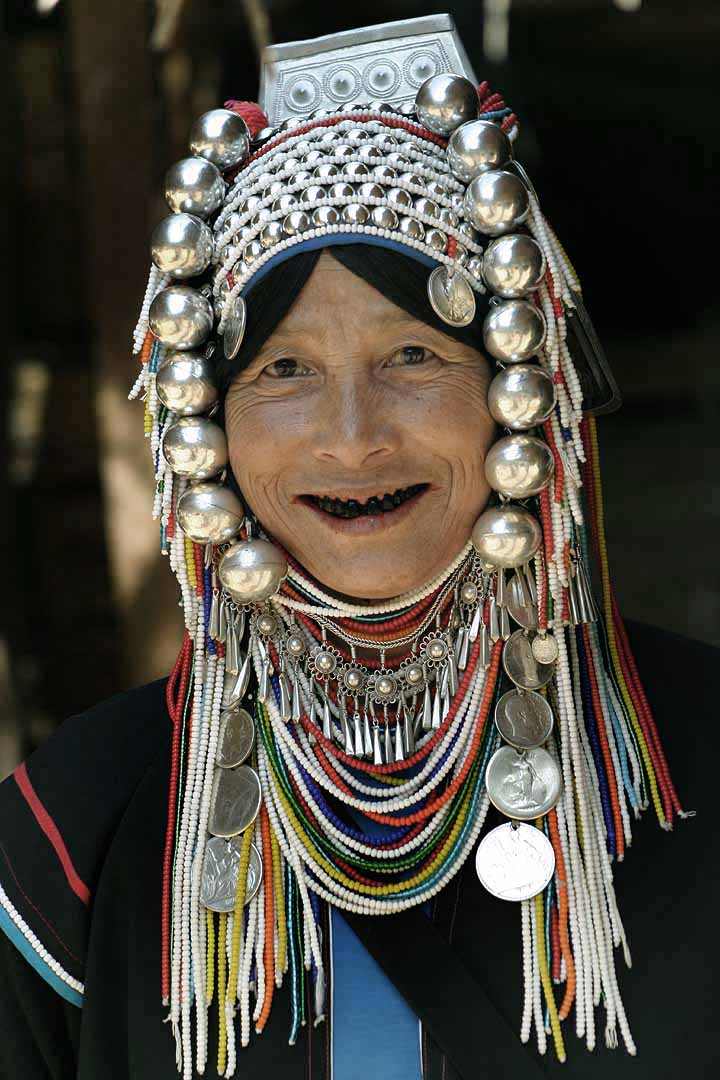
泰國拉米阿卡
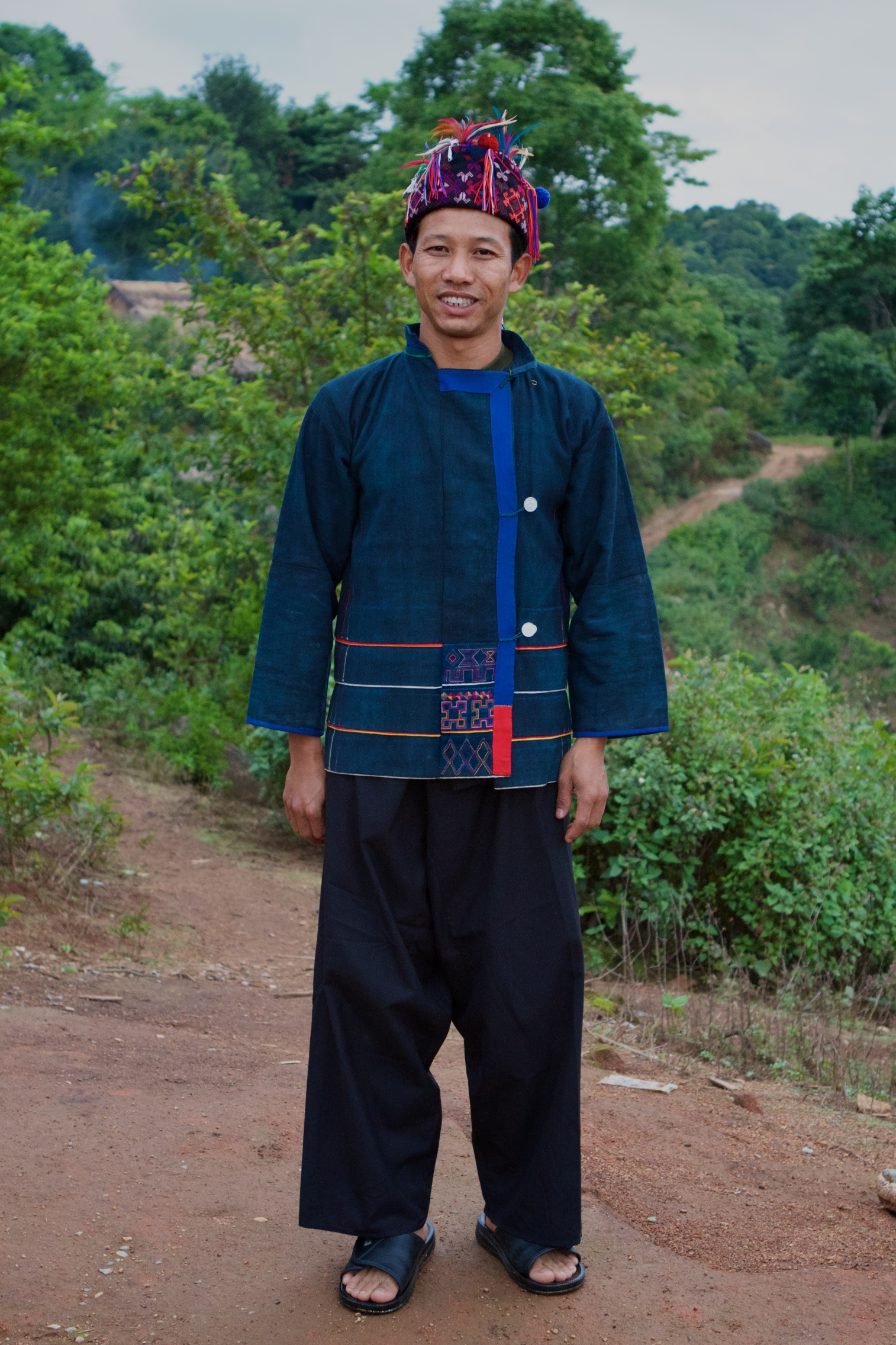
Ban Mae Chan Tai, 清萊, 泰國

### 飲食
阿卡族飲食的主要食物是高地稻米。除了飼養牛、豬和雞，種植稻米、玉米、各種蔬菜、辣椒和香草等作物外，他們的部分食材來自森林，無論是採集還是狩獵。

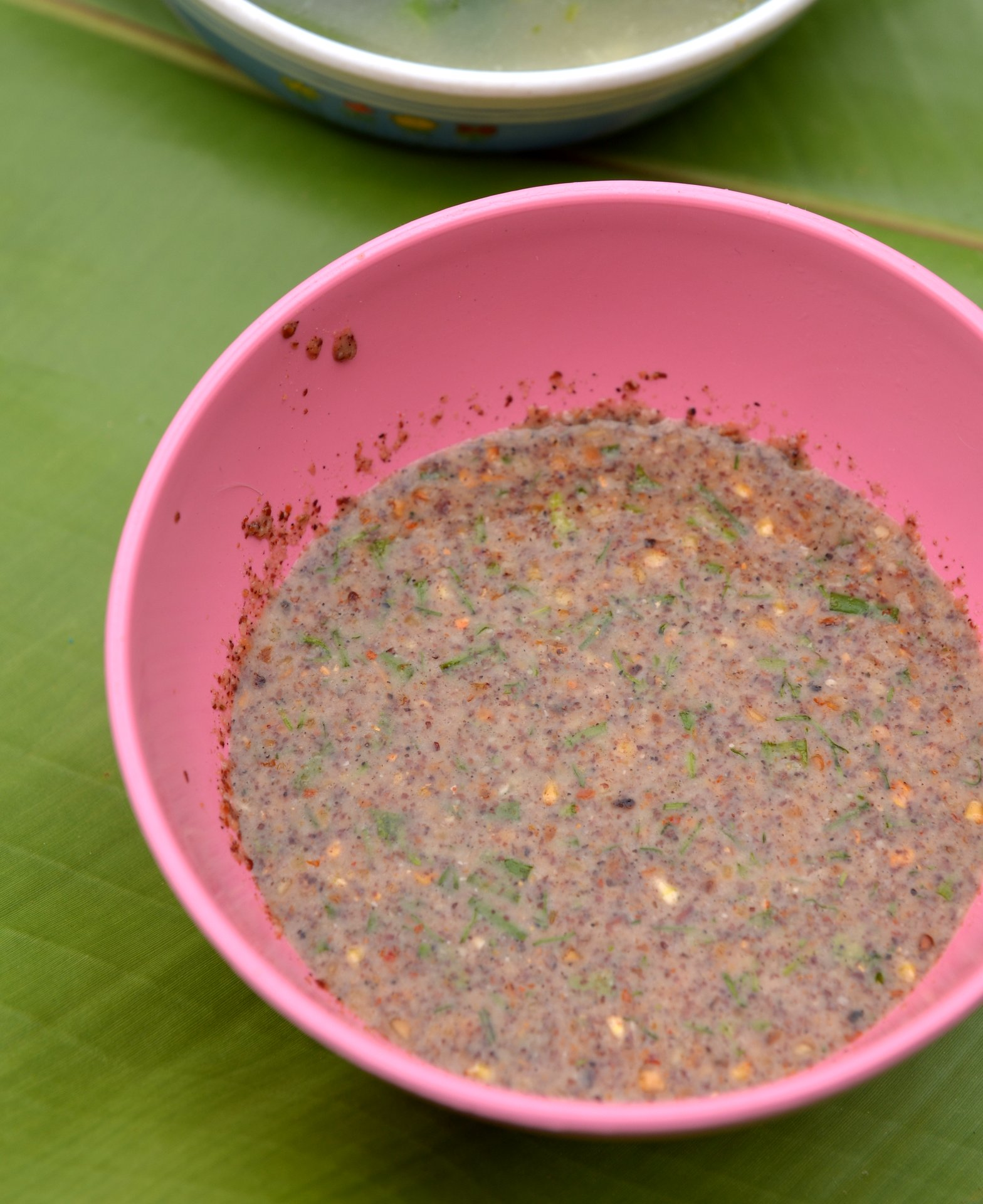
Nue phueng tzue-ze: 一種用花生、香草和乾辣椒製成的配菜，可搭配飯食用
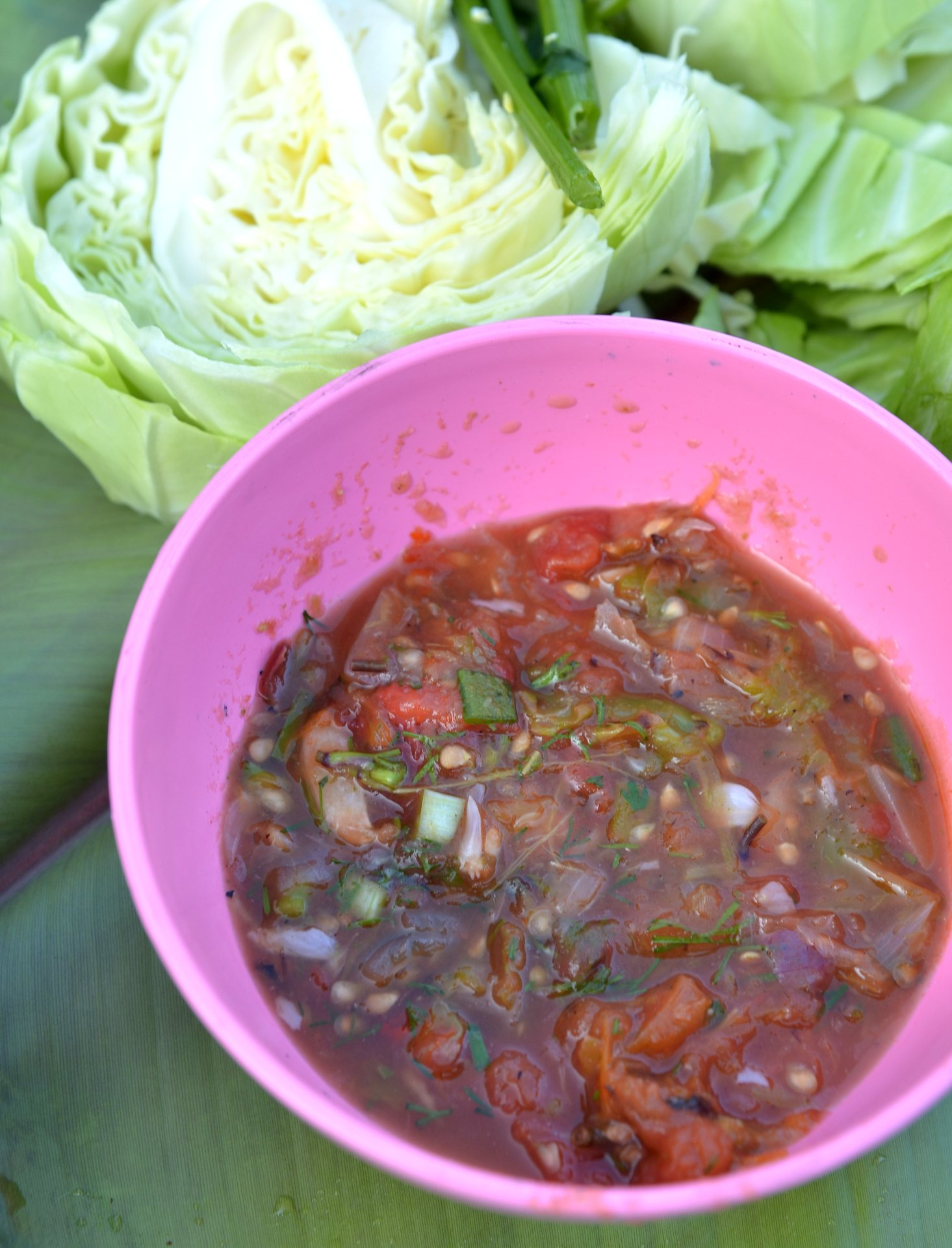
Sapi thong-ueh: 一種由番茄、新鮮辣椒、大蒜、青蔥、香菜和青蔥製成的辛辣醬，類似於salsa cruda
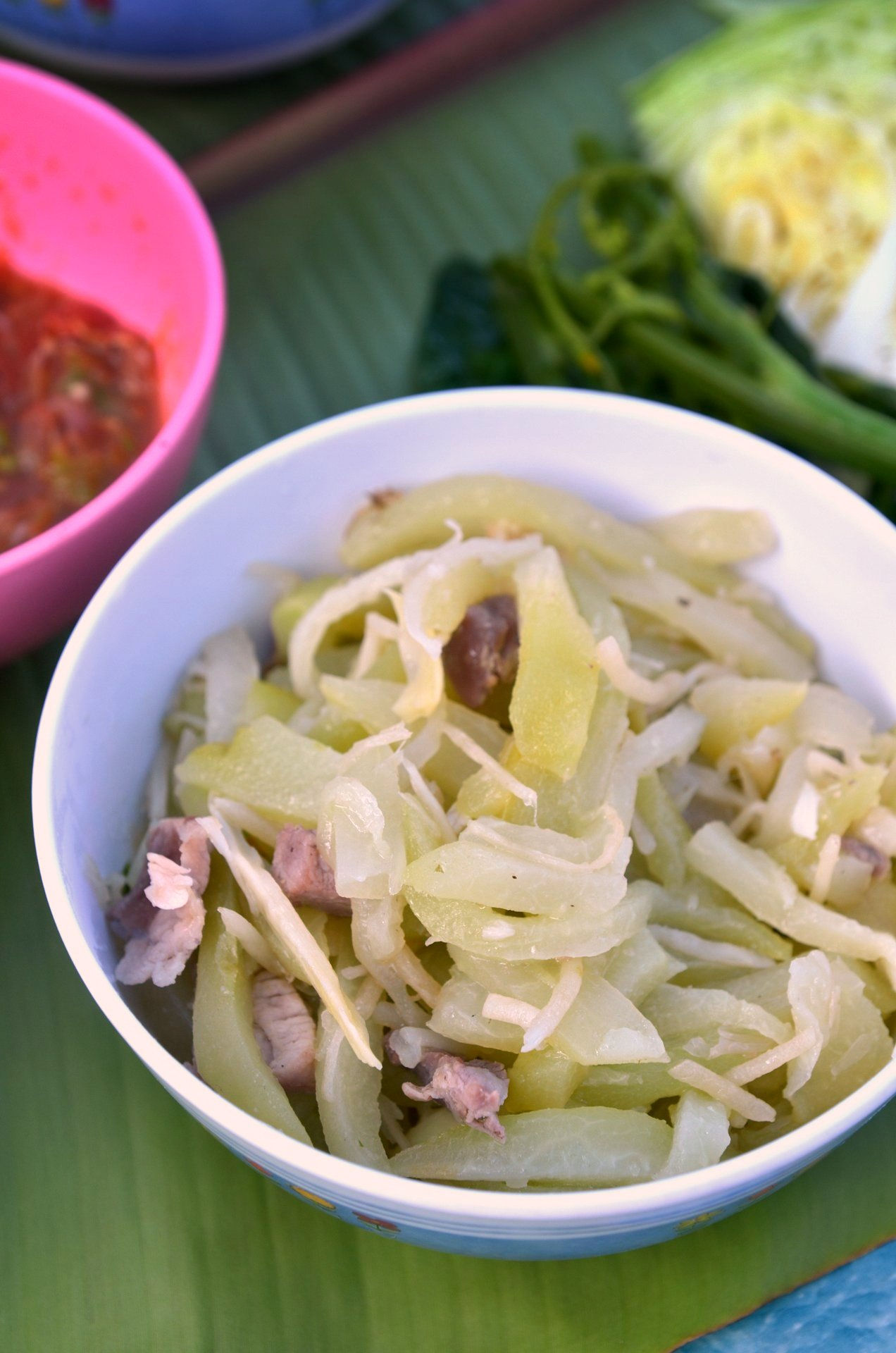
Manoh lue-ueh: 豬肉和大蒜炒切片的佛手瓜
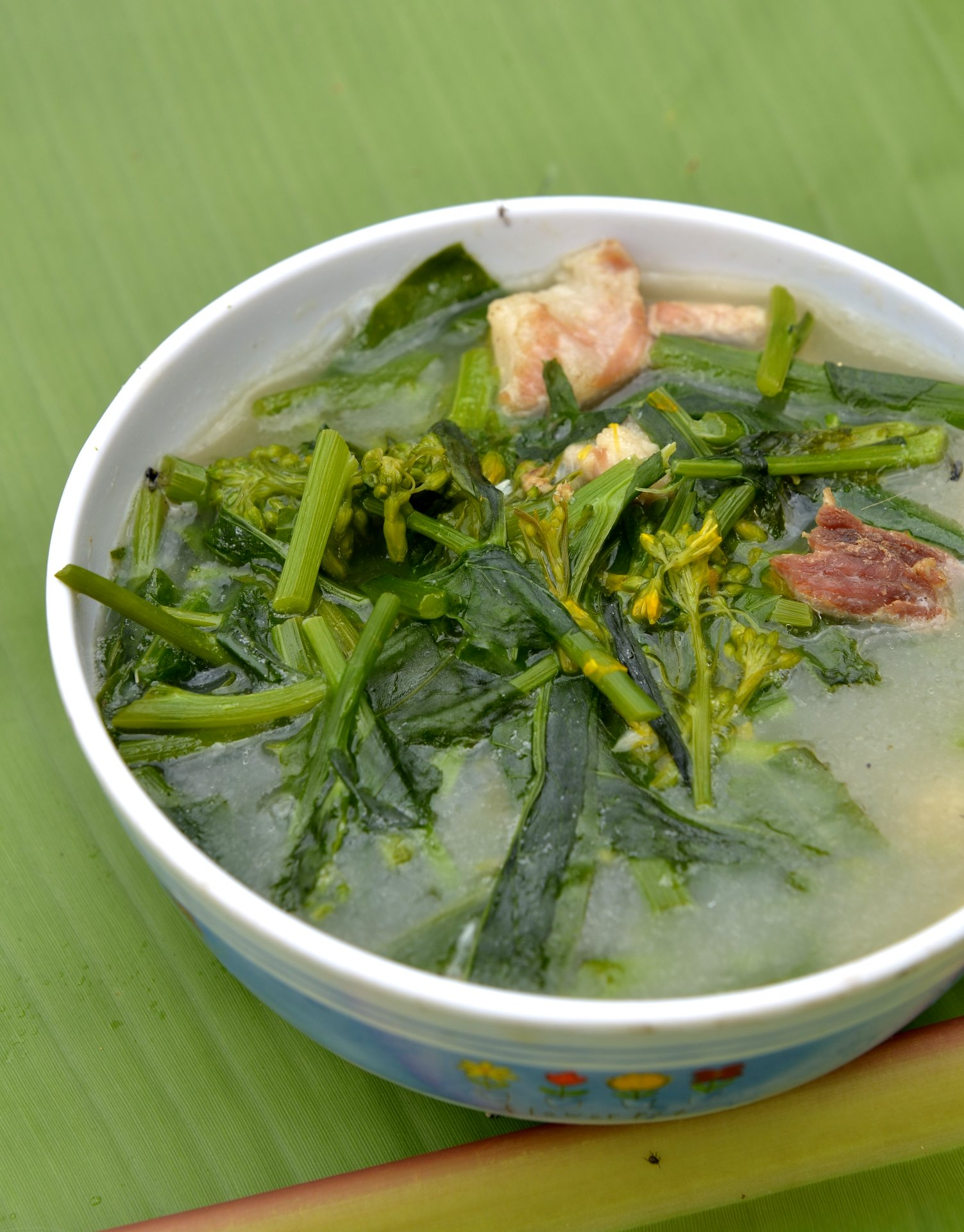
Hoh-pa cha-ueh: 一種由芥藍和豬肉製成的湯菜
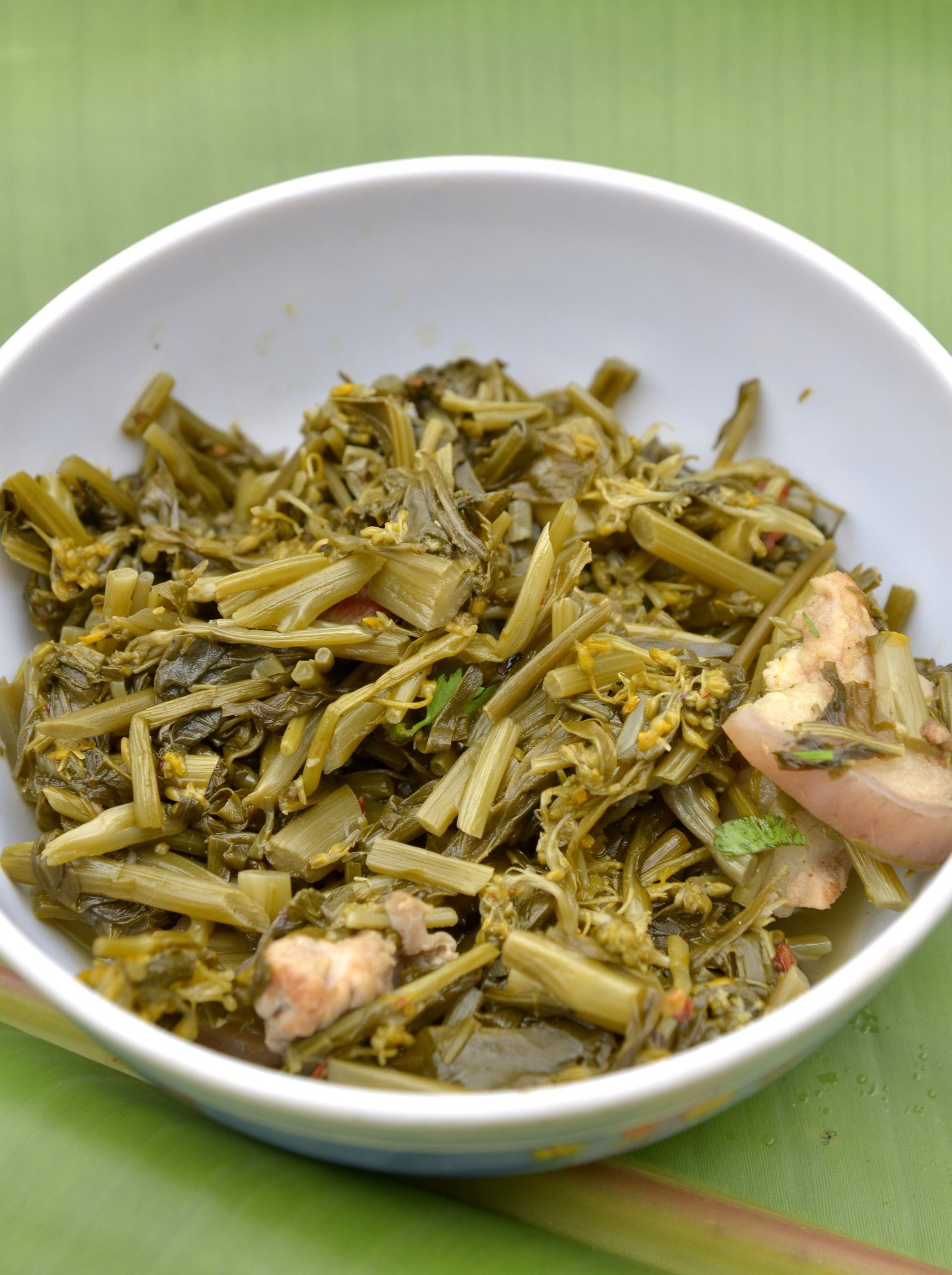
Hoh-pa chae lue-ueh: 炒醃製芥菜心
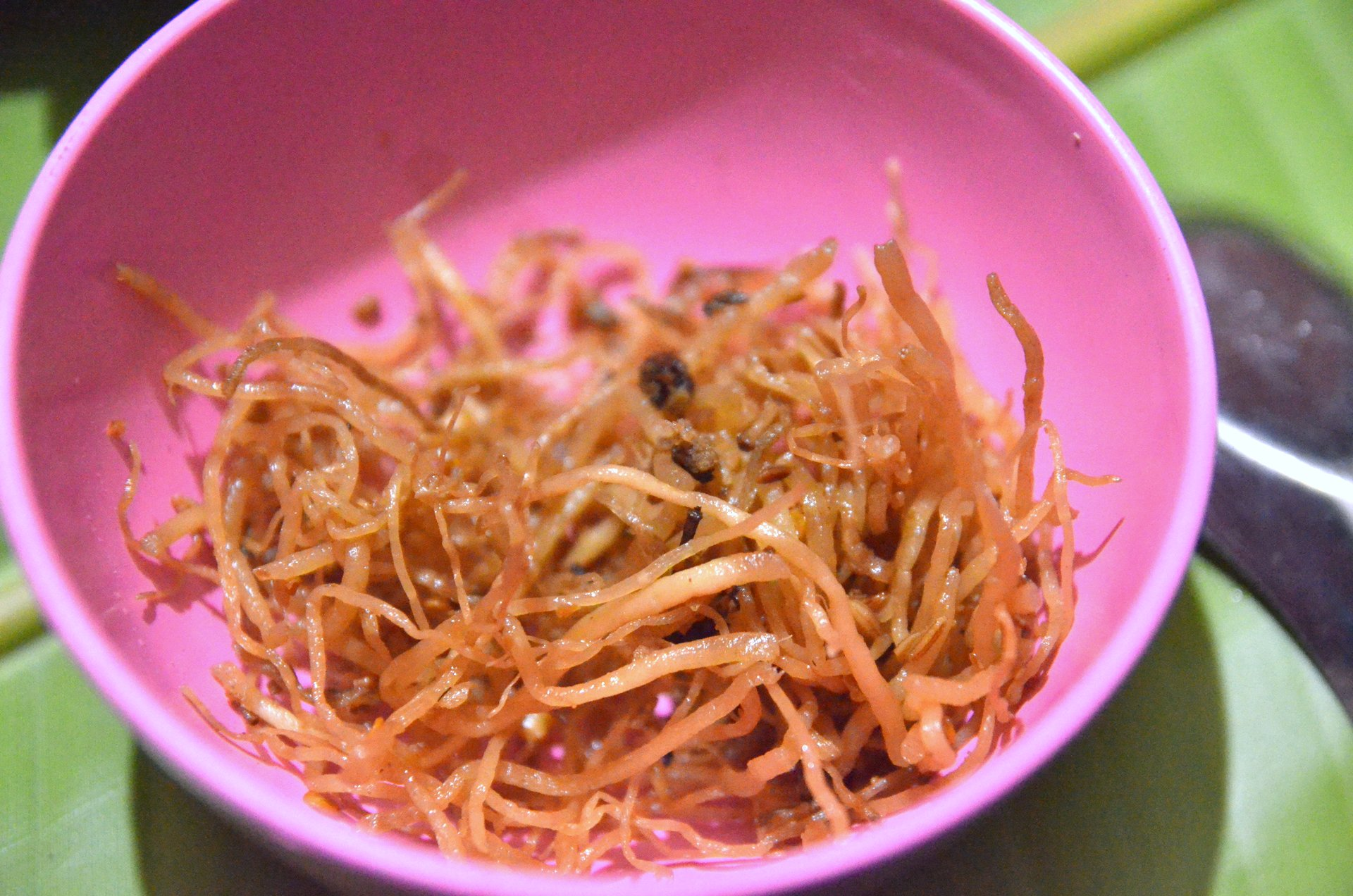
Guchi chae: 炸醃製某種洋蔥根
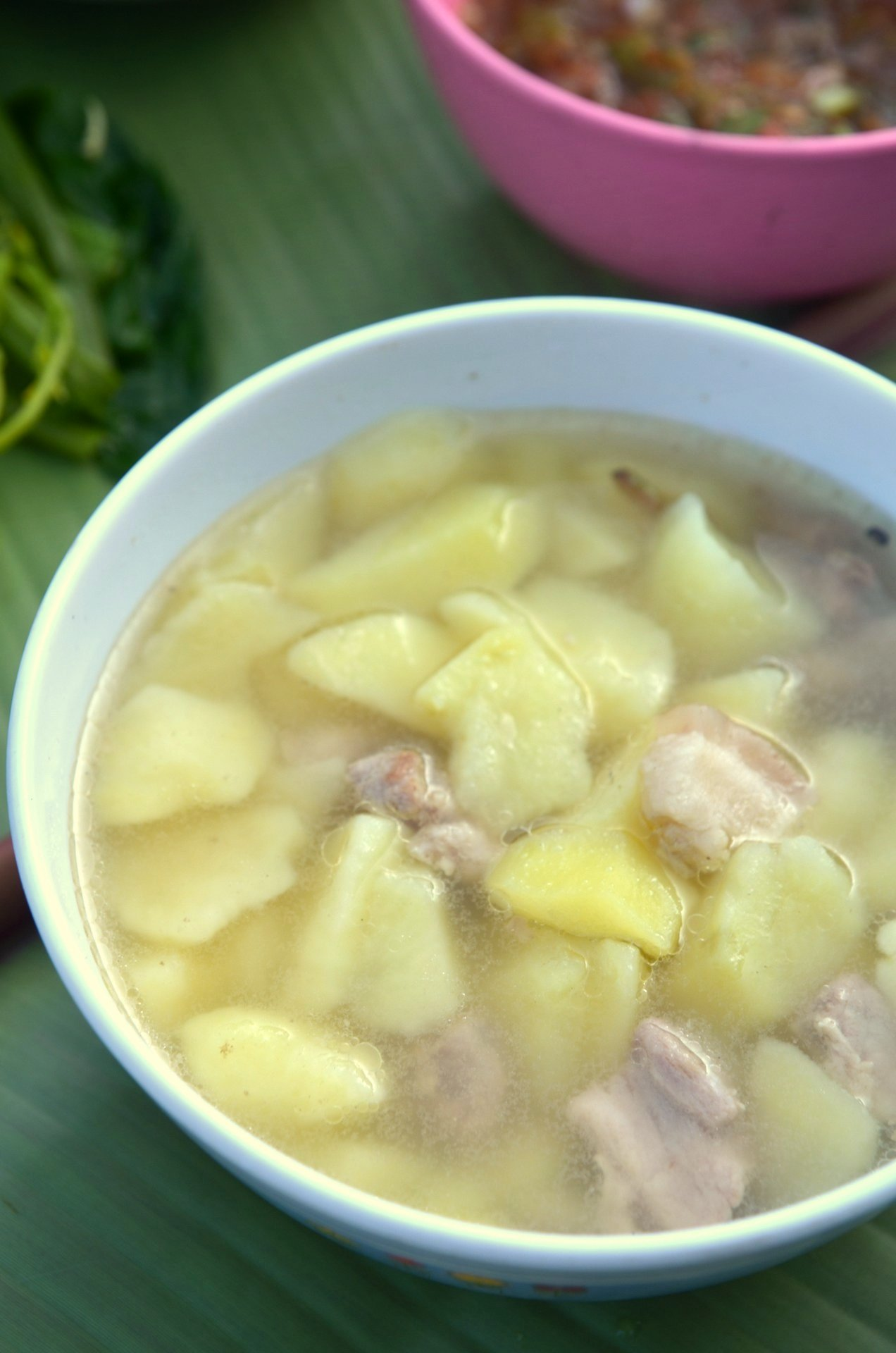
Mochue cha-lu: 一種馬鈴薯和豬肉燉菜

## 經濟

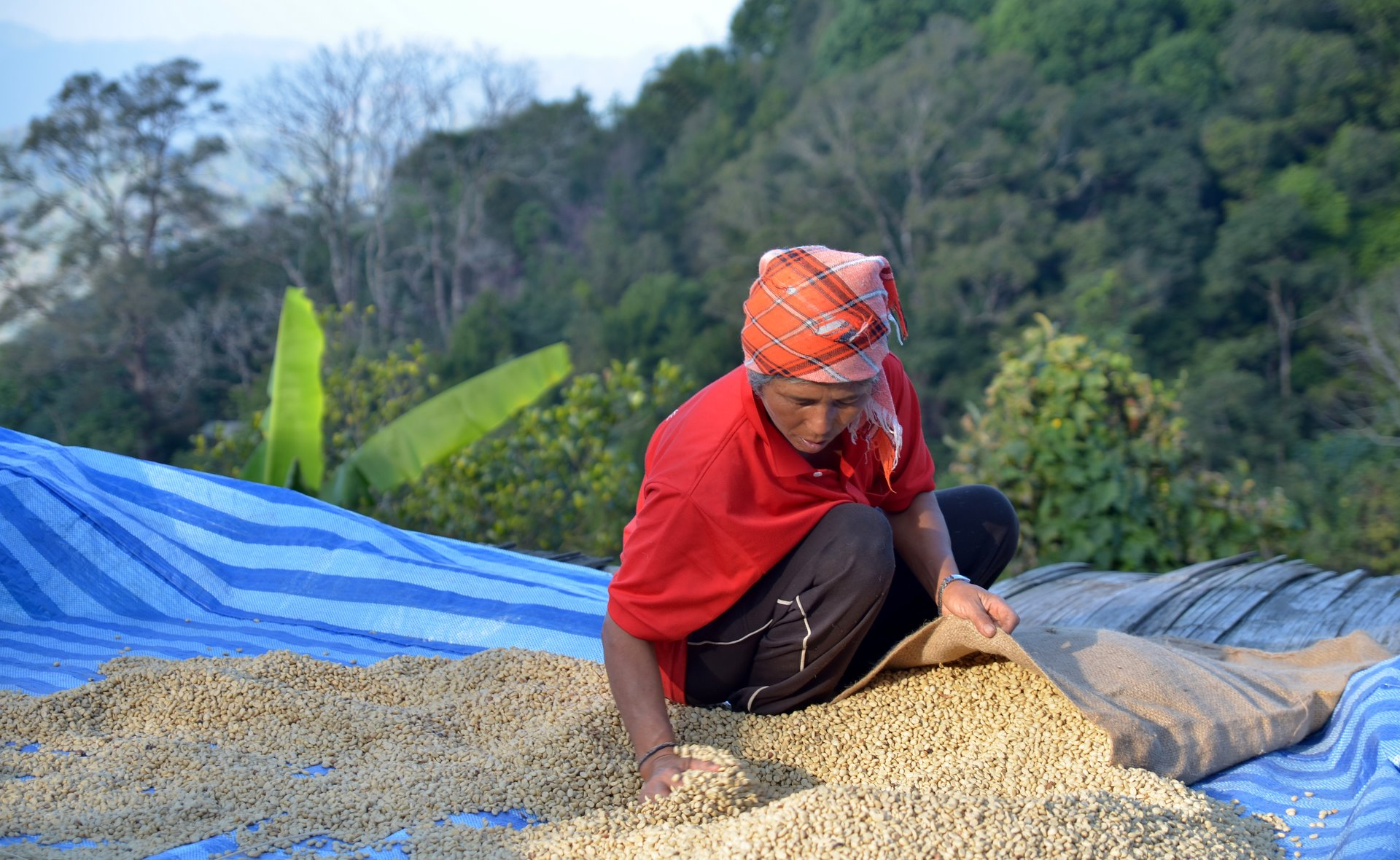
在泰國裝箱乾燥的阿拉比卡咖啡豆

雖然主要是自給農民，但阿卡族長期以來一直從事商業種植和貿易。在過去的一個世紀裡，棉花和罌粟是主要的商業作物。近年的商業作物有辣椒、大豆、甘藍和番茄。村子裡的一個或多個家庭可能在家裡經營一家小商店，出售香煙和煤油等商品。游牧商人，無論是低地人還是山地居住的雲南華人，都會來購買牲畜或商業作物，或者出售毯子和其他商品。

## 當代問題

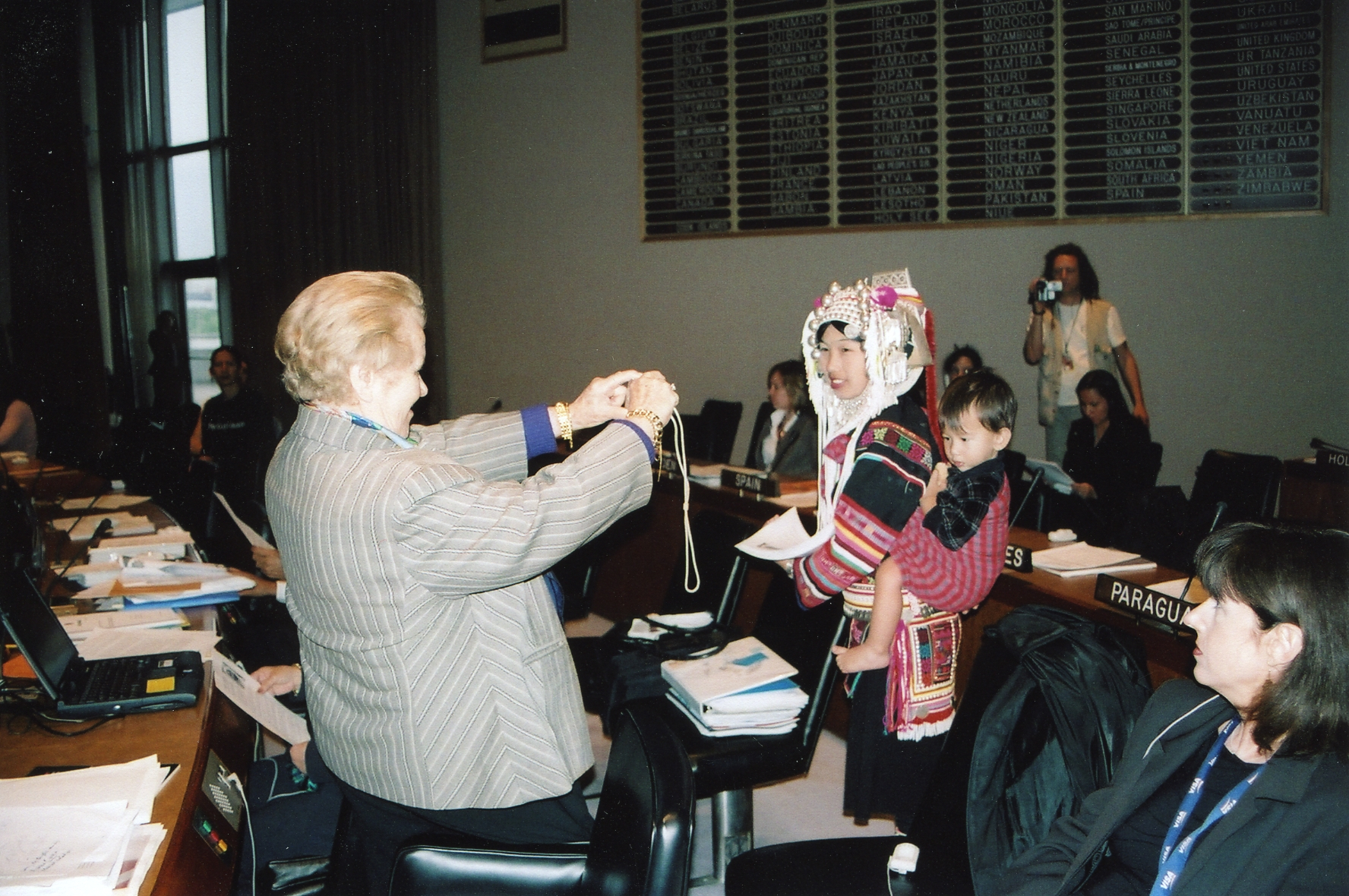
2006年在紐約的聯合國，一位阿卡族代表和Erica-Irene Daes，是Working Group on Indigenous Populations的推動力

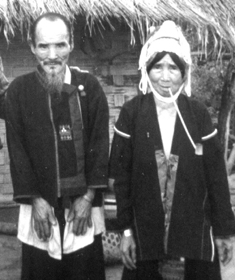
被泰國皇家軍隊搶劫的年長的阿卡族夫婦

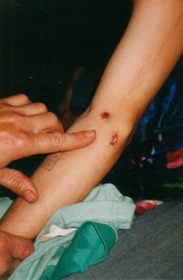
因電擊而造成的手臂傷口

作為一個少數民族，阿卡族長期以來一直受到權利侵害的影響，因為他們很少能夠輕易獲得法律救濟。
阿卡族面臨的最重要問題之一可能與他們的土地有關。阿卡族與土地的關係與阿卡族文化的延續密切相關，但他們很少擁有“官方”的或經國家授權的土地權利或對土地的主張，因為土地權利被認為是傳統的。這些土地觀念與阿卡族現在所佔領的國家的觀念不一致。大多數阿卡族不是他們所居住國家的全職公民，因此不被允許合法購買土地，雖然大多數阿卡族村民都太貧窮，無法考慮購買土地。
據報導，有權利團體報告稱，泰國女王名義下曾進行了多次對阿卡族土地的徵收。阿卡族原本是半游牧民族，但經常被當時的國家政府遷移到永久村莊，之後政府據稱將前阿卡族居住的土地出售給伐木公司和其他私人企業。阿卡族遷移的土地幾乎都不如他們以前的土地肥沃。在新土地上，阿卡族很少能夠生產足夠的食物維持生計，通常被迫離開村莊外出尋找工作，從而破壞了他們的傳統文化和經濟。
在泰國，已經通過了一些法律，規定了對阿卡族傳統生活方式產生影響的森林使用方式，包括2007年的社區森林法。參與土著人權利的日本組織亞太人權信息中心寫道：
“這些法律和決議對土著人民的居住權和土地權利產生了嚴重影響。根據這些法律和決議，數百萬公頃的土地被宣布為保留和保護森林，或受保護區。今天，泰國28.78%的土地被劃為受保護區。因此，以前生活在森林中或依靠森林維生的數千名農民已被逮捕和監禁，他們的土地被沒收。他們被控告所謂的侵犯政府土地。”
阿卡族遷移的原因各不相同，但泰國政府的一個常見回應是引用對森林的保護以及推廣比阿卡族傳統使用的刀耕火種農業更可持續的農業技術的關注。泰國政府參與遷移的原因可能還可能是出於國家安全的考慮。根據國際人權律師Jonathan Levy的說法，
“阿卡族被認為是直到最近主宰泰國“金三角”那一部分的罌粟種植者。泰國已經採取措施，通過重新安置阿卡族到永久村莊來根除罌粟種植。然而，傳統的罌粟種植和長期以來的農業技術是阿卡族文化的關鍵。雖然傳統的罌粟種植已經被壓制，但加工後的海洛因和最新的禍害，甲基苯丙胺，可以從緬甸自由購買。因此，阿卡族不僅成為貧窮的農民，而且在許多情況下成為毒品成癮者。隨著阿卡族被重新安置，他們與主流泰國文化接觸，許多阿卡族婦女被吸引到性行業的“容易”錢。”
據稱阿卡族擁有所有山地部落中最高的成癮率，並且是最容易感染HIV/AIDS或其他性病的風險最高的群體。 國家和人權組織已採取措施，包括位於曼谷的聯合國教科文組織亞太區域教育局和老撾PDR的NCA，提供給山地部落，包括阿卡族在內的“全面的基於社區的非正式教育”，用於HIV和毒品濫用的預防。此外，該地區已開設了戒毒診所，對於毒癮率較低但通常要承擔經濟和情感上的負擔的婦女尤其產生了積極的影響。
儘管人數眾多，但阿卡族是所有山地部落中最貧困的。隨著道路的通達和旅遊者的增加，他們為村莊生活的貧困帶來了一些緩解，特別是對於越來越多發現自己在村莊外從事勞動的年輕一代。許多村莊報告稱人口正在減少，因為許多人離開村莊去城市找工作，通常是很長一段時間。許多阿卡族抱怨年輕一代對傳統文化和方式的興趣越來越少，對外界主流文化的影響越來越大。根據一位作者的說法，在村莊廣場曾經“充滿了情歌的聲音”，現在收音機更有可能播放流行歌曲。